# Zid
Zid je navpična gradbena konstrukcija, ki opredeljuje območje oziroma deli prostore v zgradbi, nosi breme ali nudi zavetje ali varnost. Obstaja veliko različnih vrst zidov, kot so obzidja utrdb ali mest, zidovi stavb, ki so osnovni del zgradbe ali ločujejo prostore v stavbah, včasih služijo požarni varnosti, zidovi, ki stabilizirajo zemljo imenovani oporni zidovi, valobrani itd. Zidovi so lahko tudi mejne ovire med državami.

## Material in zasnova
V prvotnem in tehničnem pomenu besede je zid zidan, tako da je  konstrukcija izdelana iz naravnega ali umetnega kamna ali opeke, običajno v kombinaciji z vezivom - malto. Nevezan zid, torej brez malte, se imenuje suhozid. Zidovi so lahko sestavljeni iz pravilnih ali nepravilnih plasti kamnov ali tudi divje nakopičenih.
Pogovorno se izraza zid in stena pogosto uporabljata kot sopomenki. Tehnično gledano pa je to narobe. Danes so stene iz armiranega betona s podobno funkcijo kot zid, pogosto so nastale kot ne-nosilne predelne stene, tudi kot suha oziroma montažna gradnja. Njihova izdelava se ne zgodi z zlaganje kamnov ali opek, ampak z vlivanjem betona v opaž.
Konstrukcijsko zidove delimo na nosilne in nenosilne. Nosilni zidovi so tisti, ki prevzemajo obremenitve drugih elementov konstrukcije (stropnih plošč, streh, itd.), nenosilni zidovi pa prevzemajo samo lastno težo in najpogosteje služijo kot pregrada v prostoru. Zidove delimo tudi na notranje in zunanje - razlika je v tem, da zunanji zidovi ustvarjajo zaščito zgradbe in so izpostavljeni zunanjim vplivom, zato morajo zagotavljati izolacijske, fizikalne in druge lastnosti.

## Funkcija
Zidovi imajo v prostoru zelo različno funkcijo. Zid je lahko:
- Nosilni zid v stavbah;
- Zaščitni zid, ki služijo zavarovanju pred plazovi; tudi podporni in oporni zid;
- Jezovna pregrada za izkoriščanje vodne energije;
- Obzidje: mestno, grajsko,... Zgodovinsko obzidje (Avrelijanov zid ali Servijev zid v Rimu);
- Mejni zid (med parcelami, državami, ..);
- Zaporni zid v funkciji varnostne ograje za varovanje območja zaporov;
- Zaščita pred škodljivimi vplivi iz okolja (zid varstva pred sevanji, pred eksplozijami, pred hrupom ali požarni zid,...);
- Zaščita zasebnosti pred neželenimi vpogledi.

## Zidovi v zgradbah
Namen zidu v zgradbi je podpora strehe, tal in stropov, služi kot del ovoja stavbe, skupaj s streho, da bi stavbi zagotovil zavetje in varnost. Poleg tega lahko zid prevzame različne vrste inštalacij kot so električne napeljave, vodovod in drugo. Gradnja zidu spada med dve osnovni kategoriji: skeletna konstrukcija ali masivni zid. Pri skeletni konstrukciji se obremenitev na temelje prenaša prek kolov ali stebrov. Skeletni zidovi imajo največkrat tri ali več ločenih delov: strukturni elementi (na primer stebri v steni hiše), izolacijo in zaključne elemente ali površine (kot gips stena ali obloga). Masivni zidovi so iz trdnega materiala (opeka, beton, kamnoseški izdelki, lesena bruna in drugi).
Zunanji zidovi so lahko sestavljeni in zgrajeni iz dvojnih sten z vmesno izolacijo in z zaščito bred vremenskimi vplivi.
Zidovi zgradb pogosto postanejo umetniška dela, zunaj in znotraj, posebej ko se ponašajo z mozaiki ali freskami naslikanimi na njih ali kot dizajnerske površine, ko se kažejo teksture ali drugi učinki. 

### Predelna stena
Predelna stena je zid, namenjen ločevanju prostorov. Praviloma je nenosilen. Narejen je lahko iz kovinskih panelov, opeke ali glinenih blokov, žgane gline ali betona, armiran ali votel. Uporabljajo se tudi stekleni bloki.
Predelne stene so lahko iz armiranega stekla. Predstavljajo niz posameznih kaljenih steklenih plošč, vpetih v aluminijasto konstrukcijo. Lahko se uporabi tudi les. Ta vrsta sestoji iz lesenega okvira, kovinskih profilov in mavca. Pravilno postavljeni, tvorijo okrepljeno predelno steno. Taka stena, zgrajena iz kompozitnih materialov, je priljubljena kot podlaga za polaganje ploščic v kuhinji ali v vlažnih prostorih, kot so kopalnice. Pocinkana pločevina, pritrjena na lesene ali jeklene elemente, je namenjena začasnim rešitvam. Navadna ali ojačena predelna stena je lahko iz betona ali betonskih blokov.
Notranja predelna stena, znana tudi kot pisarniška, je iz mavčnih plošč ali stekla, pogosto kaljenega. 
Med predelnimi stenami obstajajo razlike glede na stopnjo požarne odpornosti in njihove zvočne izolativnosti.

### Požarni zid
To je posebna konstrukcija, namenjena zaščiti pred ognjem med zgradbami ali tudi znotraj ene zgradbe. Kot pasivna požarna zaščita ovira širjenje požara. Stanovalcem daje več časa za umik in gasilcem več časa, da  ogenj pogasijo, preden se razširi. Takšen zid je brez oken in je iz negorljivega materiala, kot so beton, cementni bloki, opeka, ali pa je sestavljen iz več slojev posebnih materialov. Vstopna vrata v požarnem zidu morajo seveda biti tudi požarna, to je odporna proti ognju. Tovrstni zidovi so zasnovani za različno odpornost proti širjenju požara, ogenj lahko zadržujejo od ene do štiri ure, nekateri pa so hkrati tudi dimne zapore.

### Premični zid
Premični zid, bolje rečeno prečna pregrada se uporablja tam, kjer se prostor pogosto odpira za zagotavljanje občasne večje tlorisne površine. Obstaja več vrst premičnih sten:
- Drsna stena je sestavljena iz serije plošč, ki drsijo v tiru, pritrjenem na tla in v strop.
- Drsna in zložljiva (harmonika stena): deluje na podoben način kot drsna. Običajno se uporablja za manjše razpone.
- Zaslon je običajno izdelan iz kovinskega ali lesenega okvirja in vezane ali iverne plošče v notranjosti. Zaslon ima noge in je prosto stoječ in enostaven za premikanje.

### Trombejeva stena
Trombejeva stena je struktura, ki absorbira sončne žarke podobno kot sončni kolektor in se uporablja za ogrevanje stavb kot so npr. pasivne hiše. 

## Obzidje
Obrambni zid (ali nasip) je utrdba za zaščito mesta pred potencialnimi napadalci. Od antike do današnjih dni so bili uporabljeni pri zaščiti naselij. Bila pa so zgrajena tudi obzidja za zaščito države, kot sta Kitajski zid ali Hadrijanov zid. 

## Ločevalni zid
Ločevalni zid je tisti, ki zagotavlja zasebnost, oznake premoženjskih enot in je lahko mestno obzidje. Integriran v ograjo ima minimalno debelino in je pogosto odprt v naravo, lahko pa je debel in popolnoma zaprt. Če je konstrukcija izdelana iz lesa ali žice se na splošno označuje kot ograja, medtem ko, če je izdelan iz trdnega materiala, je to zid. Lahko pa gre za kombinacijo materialov, delno zid in delno ograja. Posebna vrsta ločevalnega zidu je  ha-ha, ki je postavljen pod nivojem tal, pred njim pa je jarek, tako da ni prekinjen pogled izven območja.
Pred izumom topništva je bilo veliko mest, predvsem v Evropi in Aziji, obzidanih z obrambnim ali zaščitnim zidom (imenovanim tudi mestno obzidje). Ko ti niso bili več pomembni za obrambo, so mesta zrasla izven zidov in mnogi od njih ali njihovi deli so bili podrti. Primera zaščitnih zidov na veliko večjem obsegu sta Kitajski zid in Hadrijanov zid.

## Mejni zid
Nekateri zidovi so namenjeni za formalno ločitev meje med eno in drugo populacijo. Mejni zid je izdelan tako, da omejuje pretok ljudi na določenem delu meje. Te strukture se razlikujejo po umestitvi glede na mednarodne meje in topografijo. Najbolj znan primer mejne pregrade v zgodovini je verjetno Kitajski zid, serija zidov, ki je ločevala Kitajsko cesarstvo od nomadskih plemen na severu. Najpomembnejši tak primer je bil Berlinski zid, ki je obkrožal enklavo v Zahodnem Berlinu in jo ločeval od Vzhodne Nemčije v času hladne vojne.

## Podporni zid
Na skalnatih področjih po vsem svetu, so kmetje pogosto očistili velike količine kamna na svojih področjih, da bi lažje kmetovali in ga zložili v zidove, ki so bodisi obkrožali polje ali mejo lastnine ali oboje.
Oporni zid je posebna vrsta zidu, ki je lahko bodisi na zunanji strani stavbe ali dela stavbe ali infrastrukturnega objekta in služi za zagotavljanje stabilnosti pred plazenjem zemlje, kamenja ali vode. Površina tal ali vode na eni strani podpornega zidu je opazno višja kot na nasprotni strani. Nasip je enostavnejša vrsta podpornega ukrepa, na primer kot protipoplavni ukrep.

## Skupni zid
Posebni zakoni pogosto urejajo zidove sosednjih nepremičnin v skupni rabi. Posebnost je, da en sosed ne more spremeniti skupnega zidu, če je verjetno, da bi vplival na zgradbo ali lastnino na drugi strani.

## Zidovi v popularni kulturi
Zidovi se pogosto pojavljajo v popularnih kulturah in predstavljajo ovire, ki preprečujejo napredek ali prihod. Na primer progresivna / psihedelična rock zasedba Pink Floyd uporablja zid kot metaforo za zastopanje izolacije v njihovem album The Wall iz leta 1979. 
Ameriški nagrajeni pesnik Robert Frost opisuje v svoji pesmi "Mending Wall, ki je izšla leta 1914, nesmiselno kamnito steno kot metaforo za kratkovidnost ljudi vpetih v svojo kulturo. 
V realnem življenju na primer je Berlinski zid, ki ga je zgradila Sovjetska zveza, razdelil Berlin v dve coni, pod okriljem NATO-ja in Varšavskega pakta, in postal svetovni simbol zatiranja in izolacije.

## Znani zidovi
- Berlinski zid (1961-1989)
- Kitajski zid
- Limes, bivša severovzhodna meja rimskega cesarstva
- Zid žalovanja v Jeruzalemu
- Dubrovniško mestno obzidje